# The Order: 1886
The Order: 1886 — однокористувацький стімпанк-шутер від третьої особи, розроблений компаніями Ready at Dawn і SCE Santa Monica Studio та випущений Sony Computer Entertainment виключно для PlayStation 4. Гра вийшла 20 лютого 2015.
Події гри розгортаються в альтернативному XIX столітті і містять численні відсилки до реальних історичних осіб: Артура Конан Дойла, Джека-Різника, маркіза Лафаєта, Ніколи Тесли та інших.

## Ігровий процес
Основу механіки складають позиційні перестрілки. Ворогів можна знищувати і в ближньому бою, задіюючи об'єкти довкілля. Гра активно використовується систему Quick Time Events, коли гравець повинен встигнути натиснути потрібні кнопки для виконання необхідної дії. Підконтрольний персонаж займає укриття щойно до нього підійде, після натискання відповідної кнопки. В перестрілках існує можливість ввімкнути сповільнення часу, щоб обдумати тактику.
У кількох епізодах наявні стелс-місії та мініігри, наприклад, зі злому замків, відімкнення електрощитків, або надсилання повідомлень азбукою Морзе. Збереження прогресу відбувається в ключових точках.
Місцями трапляються предмети, які допомагають більше дізнатися про світ гри і доповнюють її атмосферу, такі як газети чи аудіоціліндри. Аудіоциліндри містять інформацію на кшталт бортових записів, поезії чи музики.
Гра працює у фіксованому співвідношенні сторін зображення в 21 до 9. Якщо монітор має інше, масштабування досягається додаванням чорних смуг зверху і знизу.

## Сюжет

### Світ гри
Дія відбувається в альтернативному Лондоні вікторіанської доби. Орден лицарів Круглого столу, заснований ще королем Артуром, захищає країну від перевертнів — лікантропів, користуючись передовими досягненнями науки і «чорною водою», яка зцілює рани і дає довголіття.
Разом зі своїм наставником сером Персівалем, леді Іґрейна і маркіз де Лафаєт намагаються протистояти заколотам і з'ясувати, хто стоїть за низкою вбивств, які приписують Джеку Різнику.

### Події гри
У вступі Серу Ґалахаду вдається втекти з в'язниці, приголомшивши конвоїрів. Але дуже скоро він стає свідком бою охоронців з лікантропами, тому чимдуж вибирається назовні. Зустрівши бійців Ордену, він говорить, що вже мрець і викидається в Темзу.
Дія переноситься на кілька місяців у минуле. Восени 1886 року в Лондоні відбуваються заколоти. Ґалахада сер Персіваль  посилає зустрітися з Іґрейною. Вони супроводжують цивільних в безпечне місце та дізнаються про присутність перевертнів. Наставник Ґалахада, сер Персіваль, один з ветеранів-лицарів Ордена, підозрює, що існує зв'язок між заколотниками й лікантропами, тому просить дозволу вирушити в район Вайтчепел знайти їхніх керівників. Проте Лорд-канцлер вважає, що Орден повинен боротися з лікантропами, а заколотники не їхня справа.
З мовчазного схвалення сера Лукана, кавалера Ордена і прийомного сина лорда-канцлера, Персіваль і Ґалахад здійснюють вилазку в Вайтчепел (місце, відоме як оплот злочинності і розпусти) з Іґрейною і маркізом де Лафаєтом. Зіткнувшись із запеклим опором вони досягають повстанського штабу в покинутому Королівському госпіталі, але його зайняли лікантропи. Ґалахад  з Іґрейною виявляють докази змови повстанців, які задумали проникнути на «Агамемнон», флагман флоту дирижаблів Об'єднаної Індійської компанії, і вбити голову компанії лорда Гастінґса, частого гостя на круглому столі. Ордену вдається запобігти замаху, перш ніж бомба на борту вибухає. Гастінґс і більшість пасажирів евакуйовуються, але Ґалахад і Персіваль залишаються на борту для продовження розслідування. Через другий вибух «Агамемнон» падає в Гайд-парку, знищуючи Кришталевий палац. Ґалахад  виживає, але виявляє, що Персіваль убитий.
У раді при Вестмінстерському палаці Лафаєта посвячують в лицарі і дають місце Персіваля за Круглим столом. Лорд-канцлер сумнівається в останніх подіях, стверджуючи, що смерть Персіваля і супутні руйнування були безглуздими. Рада переривається, коли повстанці організовують великий наступ на Вестмінстерському мосту, спрямований на вбивство Гастінґса, якого знову рятують лицарі.
Розлютований через смерть Персіваля, Ґалахад  повертається в Вайтчепел, де виявляє, що лідером заколотників є індійка на ім'я Лакшмі. Переконавши Ґалахада, що Об'єднана Індійська компанія — істинний ворог, вона приводить його до складів компанії в Блекволл, де вони виявляють велику кількість сплячих перевертнів у ящиках, призначених для відправлення на північний схід США. Сам лорд Гастінґс, як з'ясовується, перевертень (відомий як Джек Різник).
У Вестмінстері Ґалахада не слухають. Лукан співчуває йому, і приєднується до Ґалахада з Лакшмі при проникненні в штаб-квартиру Організації Об'єднаної Індійської компанії в районі Мейфейр. Вони знаходять докази змови з переправлення лікантропів за кордон і стикаються з Гастінґсом у формі лікантропа. Несподівано і Лукан перетворюється на лікантропа і нападає, а згодом тікає. Ґалахада беруть під варту Лафаєт і Іґрейна, висунувши звинувачення у державній зраді і його засуджують до страти.
Після декількох тижнів Ґалахаду вдається втекти з вестмінстерських катакомб, але він опиняється в глухому куті. Ґалахад  кидається в Темзу, звідки його витягує Нікола Тесла. Побоюючись, що Тесла потрапить під підозру, Ґалахад повертається у Вестмінстер. Він знаходить Теслу живим, але стикається з Луканом в лабораторії. З двобою Ґалахад  виходить переможцем. Смертельно поранений Лукан шкодує про те, що зрадив Орден, стверджуючи, що зробив це для того, аби вберегти свою расу від вимирання. Їх знаходить Лорд-канцлер, який зізнається, що колись боровся з перевертнями, але не зміг вбити знайдене їхнє немовля та прийняв його як власного сина. Він оголошує, що цей випадок мусить лишитися таємницею заради Ордена, тому не може виправдати Ґалахада. Але він і не може вбити свого сина, Лукана, тож залишає Ґалахаду можливість завдати смертельного удару. Ґалахад якийсь час вагається і застрелює перевертня.
У сцені після титрів Ґалахад  стоїть на даху будівлі з видом на нічний Лондон. По радіо Тесла радить знайти Лакшмі та негайно покинути місто. Ґалахад на це відповідає: «Я більше не Ґалахад».

## Персонажі
- Сер Ґалахад / Ґрейсон (англ. Sir Galahad / Grayson) — головний герой, протагоніст гри. Лицар Ордену Її Величності лицарів Круглого Столу.
- Сер Персіваль / Себастьян Мелорі (англ. Sir Perceval / Sebastian Malory) — наставник і давній друг Ґалахада. Один з найстаріших лицарів в Ордені.
- Маркіз де Лафаєт / Гілберт де Мотьєр (англ. Gilbert du Motier / Marquis de Lafayette) — учасник Французької та Американської революцій, учень Персіваля, що готується до посвяти в лицарі Ордену.
- Леді Іґрейна / Ізабель д'Арґіль (англ. Lady Igraine / Isabeau D'Argyll) — колишня учениця Ґалахада, тепер лицар Ордену.
- Сер Лукан / Алістер д'Арґіль (англ. Sir Lucan / Alastair D'Argyll) — лицар-командир Ордену, прийомний син лорда-канцлера і старший брат Іґрейни.
- Лорд-канцлер Барон Августин д'Арґіль (англ. Lord Chancellor, Baron Augustus D'Argyll) — лідер Ордену Її Величності лицарів Круглого Столу.
- Нікола Тесла (англ. Nikola Tesla) — вчений, який допомагає лицарям Ордену, надаючи їм деякі удосконалені види зброї та інше спорядження. Ненавидить Томаса Едісона, але виражає це тільки в домальовуванні до його фото рогів і вусів.

## Оцінки й відгуки
| Агрегатор    | Оцінка |
| ------------ | ------ |
| GameRankings | 62.64% |
| Metacritic   | 63/100 |

| Видання                   | Оцінка  |
| ------------------------- | ------- |
| Destructoid               | 6/10    |
| Electronic Gaming Monthly | 4.5/10  |
| Game Informer             | 7.75/10 |
| GameRevolution            | [ 6 ]   |
| GameSpot                  | 5/10    |
| GamesRadar+               | [ 8 ]   |
| GameTrailers              | 8.2/10  |
| Giant Bomb                | [ 10 ]  |
| IGN                       | 6.5/10  |
| Play                      | 81 %    |
| Polygon                   | 5.5/10  |
| VideoGamer.com            | 6/10    |

| Видання   | Оцінка |
| --------- | ------ |
| Opengamer | 7.5    |

The Order: 1886 отримала змішані відгуки критиків. Більшість схвальних відгуків стосувалися графіки і технічних досягнень, тоді як тривалість гри, історія, ігровий процес і реграбельність відзначалися як слабкі сторони. Гра отримала сукупну оцінку в 62,64 % на агрегаторі GameRankings і 63/100 на Metacritic.
Український оглядач Opengamer оцінив гру в 7.5 бала, в підсумку сказавши: «Фанатам RPG, відкритого світу чи трофіхантерам все що можна тут робити — це милуватися картинкою з відкритою щелепою, швиденько вибиваючи трофеї».